# Friedrich-Nietzsche-Preis
Der Friedrich-Nietzsche-Preis wurde zwischen 1996 und 2012 durch das Land Sachsen-Anhalt zu Ehren des Philosophen und Dichters Friedrich Nietzsche für ein deutschsprachiges essayistisches oder wissenschaftliches Werk zu philosophischen Gegenständen und Fragen verliehen und wird seit 2015 als Internationaler Friedrich-Nietzsche-Preis fortgeführt. Bis 2006 wurde er alle zwei Jahre vergeben, seitdem wurde er alle drei Jahre im Wechsel mit dem Wilhelm-Müller-Preis und dem Georg-Kaiser-Förderpreis vergeben. Der Preis ist mit 15,000 Euro dotiert. Er wird auf der Grundlage von Vorschlägen einer Jury verliehen. Seit 2015 ist der Preis in der Trägerschaft der Nietzsche-Gesellschaft, der Stadt Naumburg (Saale), der Elisabeth Jenny-Stiftung und der Bürgergemeinde Basel.
Noch vor dem Hegel-Preis (Preissumme 12,000 Euro), dem Ernst-Bloch-Preis (Preissumme 10,000 Euro) und dem Karl-Jaspers-Preis (Preissumme 5,000 Euro) ist der Friedrich-Nietzsche-Preis die höchstdotierte Auszeichnung in Deutschland, die ausschließlich für philosophisch-essayistische Werke verliehen wird. Der Theodor-W.-Adorno-Preis (Preissumme 50,000 Euro) wird demgegenüber neben der Philosophie auch für Leistungen im Bereich von Musik, Theater und Film vergeben.
2014 hat das Kultusministerium von Sachsen-Anhalt beschlossen, den Friedrich-Nietzsche-Preis, den Wilhelm-Müller-Preis und den Georg-Kaiser-Förderpreis zugunsten eines jährlich zu vergebenden Klopstock-Preises für neue Literatur einzustellen. Der Friedrich-Nietzsche-Preis wird seither von der Stadt Naumburg, der Bürgergemeinde Basel, der Elisabeth Jenny Stiftung und der Friedrich-Nietzsche-Stiftung weitergeführt. Seit 2015 wird der Preis alternierend in Basel und in Naumburg vergeben. Der Preisträger des neuen Internationalen Friedrich-Nietzsche-Preises wird von einer siebenköpfigen Jury bestimmt.

## Preisträger
- 1996 Wolfgang Müller-Lauter, Berlin
- 1998 Curt Paul Janz, Basel
- 2000 Rüdiger Safranski, Berlin
- 2002 Marie-Luise Haase, Berlin und Michael Kohlenbach, Basel
- 2004 Durs Grünbein, Berlin
- 2006 Silvio Vietta, Hildesheim
- 2009 Ludger Lütkehaus, Freiburg
- 2012 Andreas Urs Sommer, Heidelberg
- 2015 Martin Walser, Überlingen
- 2017 Wolfram Groddeck, Zürich
- 2019 Ágnes Heller, New York/Budapest (postum)
- 2022 Bettina Stangneth, Hamburg
- 2024 Renate Reschke, Berlin